# Пенни (Теория Большого взрыва)
Пе́нни — персонаж сериала телеканала CBS «Теория Большого взрыва», роль которой исполнила американская актриса Кейли Куоко. Она является главной героиней сериала.

## Описание
В первой пилотной серии, отвергнутой телеканалом CBS, персонажа Пенни не было. Вместо неё с Шелдоном и Леонардом познакомилась Кэти, которая была «цинична, жутко невезуча и раздражительна». Кейли Куоко очень хотела получить роль Кэти, но она досталась Аманде Уолш. В сериале Пенни — одна из главных героинь, молодая и привлекательная девушка, соседка Леонарда и Шелдона по лестничной площадке. С первых дней заселения она представляет собой романтический и сексуальный интерес для Леонарда. Обладает привлекательной внешностью и личностными качествами, сильно отличающими её от остальных друзей Леонарда, которые являются серьёзными учёными.
Пенни работает официанткой в заведении (в некоторых сериях — барменом) The Cheesecake Factory, куда часто ходят друзья. Впрочем, Пенни мечтает о карьере актрисы. Она регулярно посещает курсы актёрского мастерства. Финансовое положение Пенни, как правило, плачевно (она часто не платит по счетам за свет, телевидение, вынуждена покупать страховку «в шарашке на Каймановых островах», ужинает за счёт Леонарда и Шелдона, пользуется их подключением к интернету (что несколько раздражает Шелдона, в частности, он ставит пароли типа «Пенни — халявщица» или «Пеннизаведисвойсобственныйwi-fi» (без пробелов), при этом в одной из серий он одалживает Пенни крупную сумму денег с формулировкой «отдашь как только сможешь»). Пенни — добрая, но всё же напористая, поэтому очень контрастирует с характерами парней.
По гороскопу Стрелец. Любит вечеринки, просмотр состязаний по американскому футболу со своими друзьями и другие развлечения. Довольно часто меняет молодых людей, расставаясь с каждым из них с истерикой (особенно в первом сезоне). В одной из серий Шелдон рассчитал, что она имела 31 полового партнёра. Постепенно Леонард и его друзья, несмотря на их странности, становятся лучшими друзьями Пенни.

## Биография
Пенни родилась и выросла в небольшом городке недалеко от Омахи (штат Небраска). Отец Пенни, Уайет, хотел мальчика и пытался вырастить из Пенни пацанку, но бросил это дело, когда она вступила в пубертатный период. У Пенни есть сестра и брат по имени Рэндалл, который сидел за изготовление метамфетамина.
За несколько лет до начала событий сериала Пенни переехала в Лос-Анджелес, мечтая стать актрисой (однажды её берут солисткой в бродвейский мюзикл, который провалился из-за чудовищных вокальных данных Пенни). После этого она вынуждена работать официанткой в заведении The Cheesecake Factory, (в некоторых сериях — барменом), хотя не оставляет надежды стать актрисой (посещает актёрские курсы, преподаёт актёрское мастерство Шелдону, новым знакомым неизменно представляется как актриса).
Во втором сезоне Пенни и Леонард сходили на свидание, оказавшееся неудачным. В третьем сезоне начали встречаться, но их отношения сначала не сложились. Тем не менее впоследствии Леонард и Пенни возобновляют отношения. Леонард несколько раз делал Пенни предложение, но она всегда отвечала отказом. После этого они решили, что, когда Пенни будет готова, она сама сделает предложение Леонарду. Пенни сложно признаваться в своих чувствах, однако в конце концов она призналась Леонарду в любви. В конце 7 сезона Пенни предлагает Леонарду пожениться, он соглашается и в свою очередь дарит ей кольцо. Леонард и Пенни женятся в Лас-Вегасе в 1 серии 9 сезона, а после, уже в 10 сезоне устраивают церемонию для родных и близких. В последних сериях Пенни демонстрирует влияние парней на себя — часто использует ссылки на сериал «Звёздный путь», играет в онлайн-игры. Часто она не понимает разговоров о науке, чем выводит Шелдона из себя. Но несмотря на это они смогли стать хорошими друзьями.

## Фамилия
В 1 серии 9 сезона фамилия Пенни становится Хофстедтер после брака с Леонардом Хофстедтером, но её девичья фамилия так ни разу не звучала в сериале. Сценарист Стив Моларо признался в том, что со временем у создателей сериала появилось суеверное убеждение, что Пенни лучше остаться без девичьей фамилии и что для них она Хофстедтер.
Однако зрители сериала попытались узнать её девичью фамилию из самого сериала или из других источников. Ни один из этих вариантов не был официально подтверждён:
- Баррингтон: до того, как создатели сериала решили не называть фамилию Пенни вслух, Чак Лорри хотел назвать её Пенни Баррингтон[7].
- Лондон: заведующий реквизитом Скотт Лондон писал свою фамилию на конвертах, которые Пенни доставала из почтового ящика.
- Уайатт: из-за того, что Пенни называет своего отца Бобом во втором сезоне, а когда он появляется в четвёртом, его зовут Уайатт, появилась теория, что его на самом деле зовут Боб, или Роберт, а Уайатт — фамилия[8].
- Теллер: в восемнадцатом эпизоде второго сезона, Пенни открывает посылку, оставив этикетку с именем «Пенни Теллер» повёрнутой к камере на протяжении всей сцены[9].

Также в девятом эпизоде седьмого сезона стало известно о «нечаянном» браке Пенни с Заком Джонсоном, но неизвестно, взяла ли она его фамилию.

## Восприятие
Том Джича в газете Sun Sentinel похвалил Куоко, актрису, исполняющую роль Пенни, написав: «У её персонажа был потенциал стать проституткой, но она превратила героиню в полностью раскрытую как персонаж женщину, которая не такая начитанная, как другие персонажи, но во многих отношениях мудрее. Она также отличный прямолинейный человек, который всегда может подобрать остроумный ответ».